# كونتريميرال
كونتريميرال Konteradmiral، اختصارا KAdm أو KADM، ثاني أقل رتبة من رتب الضباط في البحرية الألمانية. وهو ما يعادل رتبة Generalmajor في الجيش الألماني هير و وسلاح الجو الألماني لوفتوافا أو Admiralstabsarzt و Generalstabsarzt في Zentraler Sanitätsdienst der Bundeswehr.
في البحرية الألمانية تعادل رتبة كونتريميرال رتبة عقيد بحري، وتكون شارته عبارة عن نجمتين وحسب تصنيف الناتو تكون OF-7.